# Union sportive Yacoub El Mansour
Maillots
L'Union Sportive Yacoub El Mansour (en arabe : الاتحاد الرياضي يعقوب المنصور), plus couramment abrégé en US Yacoub El Mansour, est un club marocain de football fondé en 1989 et basé dans la cité Yacoub El Mansour, quartier de Rabat.
Le club, présidé par Mehdi Bensaid, évolue en championnat national amateur du Maroc.

## Historique
Lors de la saison 2000-01, il évolue en seconde division du championnat du Maroc de football mais ne réussit pas à se maintenir et se voit relégué en troisième division.
Lors de la saison 2003-04, il remporte le championnat du Maroc de football de troisième division.
Depuis la saison 2017-2018, le nouveau comité directeur présidé par Mehdi Bensaid a adopté une stratégie sportive basée sur la formation des jeunes et la construction d’une équipe compétitive, ce travail de fond a donné ses fruits, depuis, l’équipe A ne réalise que de bons résultats. 
Non seulement la focalisation sur les seniors mais également les jeunes, cadets, minimes et le football féminin et futsal. 

## Palmarès
- Championnat du Maroc D3 (2) :
  - Champion : 2003-04, 2023-24.